# Microula longipes
Microula longipes är en strävbladig växtart som beskrevs av Wen Tsai Wang. Microula longipes ingår i släktet Microula och familjen strävbladiga växter. Inga underarter finns listade i Catalogue of Life.